# (32623) Samuelkahn
2001 RV23 (asteroide 32623) é um asteroide da cintura principal. Possui uma excentricidade de 0.09720190 e uma inclinação de 1.36396º.
Este asteroide foi descoberto no dia 7 de setembro de 2001 por LINEAR em Socorro.